# جورج بريت
جورج بريت (بالإنجليزية: George Brett) هو عسكري أمريكي، ولد في 7 فبراير 1886 في كليفلاند في الولايات المتحدة، وتوفي في 2 ديسمبر 1963 في أورلاندو في الولايات المتحدة.